# Otto Sinding
Otto Ludvig Sinding (født 20. december 1842 på Kongsberg, død 22. november 1909 i München) var en norsk maler.
Sinding  blev student 1860, cand. jur. 1864, derefter kopist i  indredepartementet. I sin fritid var han stedse optaget af kunstneriske  interesser. Han skrev digte, udgav endog 1862 en digtsamling: »Skovstjerner«, som imidlertid fik en nok så ublid modtagelse af kritikken, syslede med musik osv. Nogle afbildninger efter J.M.W. Turners  malerier virkede sammen med en højfjeldstur og omgangen med kunstnere  stærkt på den beslutning, han endelig fattede, at opgive sin juridiske  løbebane og blive maler. Efter nogen tids undervisning hos landskabsmaleren Isak Philip Hartvig Ree Barlag (1867) blev han elev hos Johan Fredrik Eckersberg (1868). I dennes malerskole arbejdede han sig, trods anstrengt slid for livsopholdet, stadig fremover, og da professor Hans Gude 1869 kom op til Norge, henvendte Sinding sig til ham og fik hans tilsagn om at blive hans elev ved kunstakademiet i Karlsruhe. Dertil rejste han da samme år med et af statens rejsestipendier og fik her foruden Gude også den kendte maler Wilhelm Riefstahl  til lærer. I Karlsruhe opholdt han sig til 1872. Hans udviklingsgang  var senere en rastløs søgen, gik i bratte vendinger og sving. Hans  motivkreds var stadig vekslende og overordentlig vidtspændende.
Efter denne grundige læretid, under hvilken han af og til havde sendt billeder hjem til kunstforeningen i Oslo, bl.a. På Hejen ved Solnedgang (1870), rejste han til München, hvor han fik atelier hos Carl von Piloty, der fik stor interesse for hans rige evner. Her blev han 1873—75 og vandt Münchener Akademiets Sølvmedalje for et konkurrencebillede Ruth og Boas (1875) og malte her desuden flere af sine mest kendte billeder: Slagsmål i et Julegilde. Ungdommen går til Dans om Vinterkvælden, Storm, Skibbrud, Brænding og flere. De følgende år 1876—80 opholdt han sig for det meste i Norge med kortere studierejser til Paris. I denne tid malede han flere større billeder Havfruen, Kristus på Korset til Paulus kirke i Oslo; også en stor del af illustrationerne til Peter Christen Asbjørnsens og Jørgen Engebretsen Moes eventyr er fra denne tid, samt Perdu (en Strandvasker), udstillet 1878 på Paris-udstillingen (mention honorable). Våren 1880 rejste han til Italien, hvor særlig opholdet på Capri  gav ham motiver til farverige billeder som La festa di San Constanzo og  La Tarantella. Høsten samme år bosatte han sig i München, og i de fire  år, han opholdt sig her, fæstnedes hans ry som alsidig og fremragende  maler. 1885 flyttede han til Berlin og vendte endelig tilbage til Norge 1891 og bosatte sig på Lysaker,  hvor han en årrække boede. I 1880’erne stod Sinding gennemgående på den  unge, radikalt kæmpende friluftskunsts side i Norge. Senere fjernede  hans tyske kunstsympatier ham mere og mere fra denne. I al denne tid  havde han dog hvert år besøgt hjemlandet og navnlig i Lofoten fundet et  rigt felt, der bl.a. har givet ham motivet til hans store,  stemningsfulde og rigt nuancerede billede Svolvær (1882), oprindelig udført for "Kunstvennernes Samfund", og Fra Reine i Lofoten (1883, Kunstmuseum i Oslo), Begravelse i Lofoten  (1883, sammesteds). Som den alsidige mand, Sinding er, har han oftere  været betroet offentlige hverv i de norske kunstforhold; således var han  montør ved Chicago-Udstillingen  1893, Norges kommissær ved den internationale kunstudstilling i Berlin  1894 og medlem af komiteen for Norge ved kunstudstillingen i Stockholm  1897. 1895 rejste han med chefskibet "Heimdal" til fangstfeltet i Ishavet,  hvorfra han medbragte en rigdom af studier fra dets ejendommelige  natur. Samme år påbegyndte han også det store panoramabillede i Leipzig, forestillende Folkeslaget ved Leipzig 1813,  der vandt ham megen anerkendelse. Senere hædredes han med den store  guldmedalje ved udstillingerne i München (1894) og Berlin (1896),  ligesom han var æresmedlem af kunstakademiet i München (siden 1895). I  de senere år havde han oftere udstillinger i Norge, Danmark og Tyskland,  og overalt vandt han venner af sin kunst, der trods den ofte lidet  gennemarbejdede form og hurtige udførelse dog vidner om evner, der hører  til de ualmindelige. I sine sidste år var Sinding bosat i München, hvor  han nød betydelig anseelse, blev udnævnt til professor ved  kunstakademiet. Han malte årlig store billeder, som blev solgt til høje  priser ved udstillingerne i Glaspaladset.
Foruden som maler har Sinding også beskæftiget sig med plastik, således findes en skitse af ham: Kristus og Fristeren. Som teatermaler har han vist et sjældent talent under sin virksomhed som instruktør i slutningen af 1890’erne ved Christiania Theater og senere ved Centralteatret i Oslo. I denne periode genoptog han også sin i så mange år afbrudte digteriske produktion. 1894 og 95 udkom digtsamlingerne Vers og Dommedag, 1896 eventyrdigtningen Narren og dramaet Iraka, som vakte en vis opsigt ved opførelsen og fremkaldte en del polemik, 1897 dramaet Fyrtårnet og 1898 komedien Hans Benjamin og hans Sysken samt sørgespillet Bestemor Jahr og hendes Sønner.

## Galleri
- Otto Sinding, Fiskerjente på strand, 1883.
- Otto Sining, Slaget ved Svold, 1883.